# Hapoel Tel Aviv FC
L'Hapoel Tel Aviv FC (en hebreu: הפועל תל-אביב) és un club de futbol israelià de la ciutat de Tel-Aviv.

## Història
El club va ser format oficialment el 1923, refundat 1925 i de nou el 1926. El 1927 se li uní el club Allenby F.C., donant al club la forma actual. Ràpidament es convertí en un dels grans del país. Abans de la independència d'Israel ja va guanyar la Copa de Palestina els anys 1928, 1934 i consecutivament entre 1937 i 1939. També guanyà les lligues de 1934 a 1936 i de 1938, 1940 i 1943.
A partir de la independència, els títols trigaren a arribar. El primer no ho feu fins al 1957. El següent el 1966, i la primera Copa de Campions d'Àsia el 1968, després de derrotar 2-1 el Selangor FA de Malàisia. Fou una de les millors dècades del club amb una darrera lliga el 1969. No guanyà cap títol als 70. Als 80 guanyà tres lligues (1981, 1986 i 1988) i una copa el 1983, però acabà amb el descens a segona el 1989. El 1999 guanyà la copa i el 2000 la lliga.
Políticament el club és associat a l'esquerra israeliana. Hapoel significa "Treballador". El club era propietat de l'Histadrut, el sindicat nacional d'Israel i de formava de la seva branca esportiva Hapoel.

## Palmarès
- Lliga de Campions de l'AFC 1: 1967
- Lliga israeliana de futbol 13: 1933/34, 1934/35, 1937/38, 1939/40, 1943/44, 1956/57, 1965/66, 1968/69, 1980/81, 1985/86, 1987/88, 1999/00, 2009/10
- Copa israeliana de futbol 15: 1928, 1934, 1937, 1938, 1939, 1961, 1972, 1983, 1999, 2000, 2006, 2007, 2010, 2011, 2012
- Copa Toto 1: 2001/02

## Jugadors destacats
- Elyaniv Barda
- Shavit Elimelech
- Yossi Abukasis
- Pini Balili
- Shalom Tikva
- Shiye Feigenbaum
- Amatzia Levkowitch
- Ya'akov Hodorov
- Gili Landau
- Rehavia Rosenbaum
- Ben Sahar
- Moshe Sinai
- Jimmy Turk
- John Paintsil
- Gábor Halmai
- István Pisont
- Sebastjan Cimirotič
- Milan Osterc
- Ibezito Ogbonna